# Flée (Sarthe)
Flée település Franciaországban, Sarthe megyében. Lakosainak száma 525 fő (2022. január 1.). Flée Thoiré-sur-Dinan, Beaumont-Pied-de-Bœuf, Chahaignes, Luceau, Marçon és Montval-sur-Loir községekkel határos.

## Népesség
A település népességének változása:
| Lakosok száma | 560  | 545  | 556  | 539  | 535  | 532  | 528  | 524  | 525  |
|               | 2013 | 2015 | 2016 | 2017 | 2018 | 2019 | 2020 | 2021 | 2022 |